# Navarro (seriál)
Navarro je francouzský televizní kriminální televizní seriál z roku 1989, který byl postupně natáčen po dobu 19 let až do roku 2007. Hlavním představitelem pařížského policejního komisaře Navarra se stal francouzský herec Roger Hanin. Celkem bylo natočeno 108 epizod o 90 minutách (tedy 9720 minut celkem, což je 162 hodin). Seriál byl premiérově vysílán na francouzské televizní stanici TF1 od 26. října 1989 do 19. dubna 2007. 
V roce 2007 vzniklo 8 dílů seriálu Brigade Navarro, který je spin-off seriálu Navarro.

## Obsazení
- Roger Hanin: komisař Antoine Navarro (1989–2005), všech 108 epizod
- Emmanuelle Boidron: Yolande Navarro, dcera komisaře Navarra (1989–2005), 81 epizod
- Catherine Allégret: Ginou, majitelka bistra (1989–1995/1999–2005), 76 epizod
- Jacques Martial: inspektor Bain-Marie (1989–2004), 77 epizod
- Christian Rauth: inspektor René Auquelin (1989–2004), 74 epizod
- Daniel Rialet: inspektor Joseph Blomet (1989–2004), 71 epizod
- Jean-Claude Caron: inspektor Borelli (1991–2005), 52 epizod
- Jean-Marie Mistral: inspektor Martin (1991–2005), 51 epizod
- Marie Fugain: inspektorka Carole Maudiard (2001–2005), 25 epizod
- Filip Nikolic: inspektor Yann Boldec (2001–2005), 22 epizod
- Anthony Dupray: inspektor Lucas Paoli (2003–2005), 15 epizod
- Maurice Vaudaux: divizní komisař Maurice Waltz (1989–2005), 108 epizod
- Bernard Larmande: Carlo, soudní lékař, zvaný „le toubib“ (1991–2005)
- Sam Karmann: inspektor Barrada (1989–1993), 34 epizod

## Režiséři
- Patrick Jamain (46 epizod, 1989–2006)
- Nicolas Ribowski (15 epizod, 1991–1999)
- Gérard Marx (13 epizod, 1990–2002)
- José Pinheiro (8 epizod, 1997–2005)
- Jean Sagols (6 epizod, 2004–2006)
- Philippe Davin (4 epizody, 2006)
- Denys Granier-Deferre (2 epizody, 1989–1990)
- Serge Leroy (2 epizody, 1990–1991)
- Yvan Butler (2 epizody, 1991–1992)
- Josée Dayan (2 epizody, 1991)
- Jacques Ertaud (2 epizody, 1995)
- Gilles Béhat (2 epizody, 2000–2002)
- Edouard Molinaro (2 epizody, 2005)

## Scenáristé
- Tito Topin (43 epizod, 1989–2006)
- Frédérique Topin (9 epizod, 1992–1998)
- Emmanuel Errer (7 epizod, 1990–2004)
- Alain Robillard (4 epizody, 1991–1993)
- Quentin Lemaire (4 epizody, 2000–2006)
- Pascale Rey (4 epizody, 2003–2006)
- Noël Sisinni (4 epizody, 2003–2006)
- Philippe Davin (4 epizody, 2006)
- Alain Le Henry (3 epizody, 1990–1991)
- Eric Prungnaud (3 epizody, 1994–2000)
- Patrick Pesnot (2 epizody, 1989–1991)
- Philippe Conil (2 episody, 1989–1990)
- Joël Houssin (2 episody, 1991)
- Alain Krief (2 episody, 1993)
- Laurent Chouchan (2 episody, 1994)
- Anita Rees (2 episody, 1998–2001)
- Pierre-Yves Pruvost (2 episody, 2006)